# Staustufe Toul

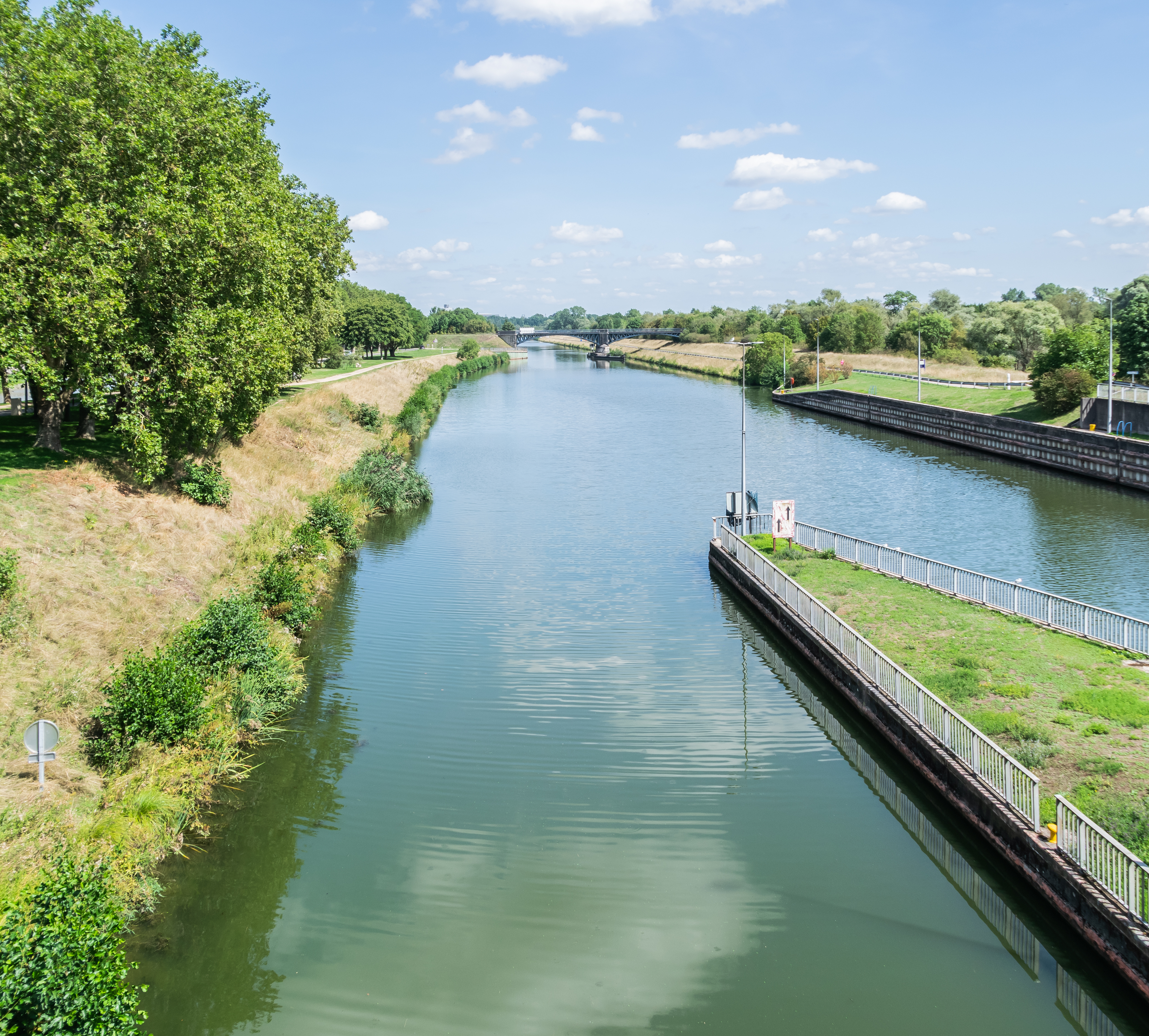
Gemeinsames Unterwasser beider Schleusen

Die Staustufe Toul der Mosel in Toul in der Region Grand Est, Frankreich liegt zwischen den Staustufen Villey-le-Sec und Fontenoy-sur-Moselle.
Sie wurde 1979 erbaut und liegt bei Mosel-km 371,00. Die Haltungslänge beträgt 8,23 km. Das Stauziel liegt bei 206,30 m über dem Meer, die Fallhöhe beträgt 4,4 m. Die Schiffsschleuse hat die Maße 185 mal 12 Meter.
Direkt neben der Moselstaustufe liegt eine kleinere Schleuse des Südabschnitts des Canal de l’Est (heutiger Name: Canal des Vosges), des Vorläufers der heutigen Großschifffahrtsstraße. Die Schleuse wurde 2023 wieder in Betrieb genommen, nachdem sie fünf Jahre zuvor geschlossen worden war. Man erhofft sich vom Betrieb beider Schleusen einen geringeren Wasserverbrauch.